# Dead by Daylight
Dead by Daylight ist ein von Behaviour Interactive entwickeltes, asymmetrisches Survival-Horror-Videospiel, das am 14. Juni 2016 durch Starbreeze Studios für Windows veröffentlicht wurde. Im Juni 2017 erschien eine Version für die Xbox One und PlayStation 4, die Version für die Nintendo Switch wurde am 24. September 2019 und Versionen für Android und iOS am 17. April 2020 veröffentlicht. Das Spiel ist seit dem 31. Oktober 2019 auch im Microsoft-Store erwerbbar und mit dem Xbox Game Pass spielbar. Am 10. November 2020 wurde es für Xbox Series veröffentlicht, zwei Tage später auf der PlayStation 5. Das Spiel wurde am 2. Dezember 2021 im Epic Games Store veröffentlicht.
Am 1. Januar 2018 übergaben die Starbreeze Studios die Rechte am Spiel an Behaviour Interactive für 16 Millionen US-Dollar, umgerechnet mehr als 14 Millionen Euro.

## Spielprinzip
Dead by Daylight ist ein Mehrspieler-Actionspiel, in welchem ein Killer vier Überlebende durch eine Karte jagt. Die Überlebenden hingegen müssen vor dem Killer flüchten und aus dem Gebiet entkommen. Die Spieler übernehmen hierbei die Rollen der Killer und Überlebenden. Das Spiel endet, wenn alle Spieler tot oder geflüchtet sind. Die Überlebenden spielen in der Third-Person-Perspektive, während der Killer in der Egoperspektive spielt. Die Spieler, die als Killer spielen, bekommen zusätzlich eine Visualisierung der Quelle von lauten Geräuschen. Die Spielwelt wird prozedural aufgebaut und basiert auf einer von sieben Spielwelt-Vorlagen, welche Atmosphäre, Umgebungselemente sowie generelle Lichtstimmung festlegen. Welche dieser Vorlagen für die Runde genutzt wird, ist zufällig. Die Wahrscheinlichkeiten für diese Vorlagen können durch bestimmte Opfergaben, welche vor Spielbeginn im Inventar des Spielers ausgewählt werden können, aber nach einmaligem Gebrauch vernichtet sind, beeinflusst werden, sodass die Runde mit höherer Wahrscheinlichkeit in einer Spielwelt auf Basis der Vorlage der Opfergabe stattfindet.

### Überlebende (Survivors)
Das Ziel der Überlebenden ist es, aus der Spielwelt zu fliehen. Die Flucht kann auf drei Arten erfolgen: dadurch, dass alle fünf Generatoren repariert wurde. Dann können die Überlebenden eins oder beide Ausgangstore öffnen und flüchten. Wenn sich nur noch ein Überlebender im Spiel befindet, öffnet sich zudem eine Bodenluke, durch die er fliehen kann. Sobald diese Falltür erscheint, und vom Killer geschlossen wurde, kann man sie mit einem Schlüssel (Item) wieder öffnen, um zu entkommen. 
Durch die Einführung des Endspieluntergangs können Killer nun die Falltür schließen, was automatisch die Ausgangstore mit Energie versorgt und die Endphase einleitet. Überlebende sowie der Killer können ab einem bestimmten Radius die Falltür hören. Die Anzahl der Generatoren, die für die Fluchtmöglichkeiten repariert werden müssen, wird zu Beginn des Spiels festgelegt und wird nicht mehr verändert. Die Überlebenden können sich in der Dunkelheit, hockend hinter Objekten, in Gebäuden, in Büschen oder im Inneren von Schränken verstecken. Wenn sie sich in der Nähe des Killers befinden, hören sie Herzklopfen und Musik (den sog. Terrorradius), welche umso lauter wird, je näher der Killer sich auf sie zubewegt. Zusätzlich können sie in sich auf der Spielwelt befindenden Kisten Items finden. So zeigt etwa eine Karte die Standorte der Generatoren und Totems oder eine Werkzeugkiste ermöglicht die schnellere Reparatur der Generatoren. In der Spielwelt verteilte angelehnte Bretterstapel, auch Paletten genannt, können während der Jagd umgeworfen werden, um dem Killer den Weg zu versperren. Falls der Bretterstapel umgeworfen wird, während sich der Killer unter ihm befindet, wird der Killer für einen kurzen Moment betäubt. Solche Hindernisse können nach ihrer Benutzung von Überlebenden, wie Fensterrahmen, übersprungen werden, der Killer hingegen kann Paletten zerstören, um den Weg wieder passieren zu können.
Jeder der 36 verschiedenen spielbaren Überlebenden kann in einem Levelsystem bis Level 50 aufsteigen und kann dabei Items, Add-ons für die Items, Opfergaben und Perks (Fähigkeiten) freischalten. Hat ein Charakter Level 50 erreicht, kann dieser eine Prestige Stufe aufsteigen. Es gibt insgesamt 100 Prestigestufen. Durch manche Prestigestufen werden zusätzliche Boni (einzigartiges Perk für alle anderen Charaktere, Outfitteile, Glücksbringer) für den entsprechenden Survivor freigeschaltet. Perks, Items, Add-ons und Opfergaben können vor dem Spiel ausgerüstet werden. Für das Freischalten werden sog. Blutpunkte benötigt, welche im Spiel durch verschiedene Aktionen gesammelt werden können. Solche Aktionen sind z. B. das Reparieren von Generatoren, das Befreien von anderen Überlebenden vom Haken oder das Wegrennen vor dem Killer.

### Killer
Das Ziel des Killers ist es, alle Überlebenden zu töten. Wenn er einen Überlebenden gefunden hat, muss er diesen zweimal mit seiner Waffe schlagen. Beim ersten Schlag verwundet er ihn, durch den zweiten Schlag geht er zu Boden (in den sog. Todesstatus). Ein am Boden liegender Überlebender kann sich nur sehr langsam fortbewegen und verblutet langsam, bis er stirbt, geheilt wird oder vom Killer aufgehoben wird. Der Killer kann die Überlebenden auch direkt fangen, wenn er sie im Inneren von Schränken, am Generator arbeitend oder während eines Sprungs über ein Hindernis erwischt. Letzteres ist nur möglich, wenn der Überlebende bereits verwundet ist. Wenn der Killer einen Überlebenden in den Todesstatus gebracht hat, kann er ihn zu einem der vielen Haken tragen, während der Überlebende versucht, sich durch wehren aus dem Griff des Killers zu befreien. Gelingt das Befreien oder wird der Killer von einer umgeworfenen Palette oder einer mit dem Perk Frontal aufgeschlagenen Schließschranktür betäubt oder mit Hilfe einer Taschenlampe geblendet, springt der Überlebende aus dem Griff des Killers, worauf dieser die Verfolgung erneut aufnehmen muss. Die Haken, zu denen der Überlebende gebracht wird, hängen an galgenartigen Gerüsten und sind überall auf der Spielwelt verteilt. Der Killer kann einen gefangenen Überlebenden an einen dieser Haken hängen. Das Opfer am Haken hat eine Lebensleiste, die sich innerhalb von 2 Minuten und 20 Sekunden leert. Ist diese Lebensleiste unter 50 %, beginnt der Struggle-Modus; das Opfer muss Fähigkeitsprüfungen bestehen oder verliert rasant an Prozenten auf der Lebensleiste. Ein Überlebender kann von anderen Überlebenden vom Haken befreit werden. Alternativ kann er in der ersten Phase der Opferung versuchen, sich selbst mit einer Wahrscheinlichkeit von 4 % pro Versuch vom Haken zu befreien. Erfolglose Fluchtversuche verkürzen die Lebensleiste um jeweils 20 %. Ein Mitspieler des Überlebenden kann ihn in dieser Zeit retten und sieht den Umriss des Aufgehängten durch Objekte und über jede Entfernung. Das Opfer am Haken sieht ebenfalls den Umriss aller anderen Überlebenden. Wird das Opfer vor Beginn des Struggle-Modus gerettet und ein weiteres Mal aufgehängt, beginnt der Struggle-Modus direkt. Wird das Opfer während des Strugglens vom Haken gerettet, stirbt es sofort, falls es erneut aufgehängt wird. Am Haken sterbende Überlebende werden auf diese Weise einem spinnenartigen Wesen, das Entitus genannt wird, geopfert.
Der Killer kann nicht rennen oder schleichen, aber er läuft generell in einem schnelleren Tempo als die Überlebenden. Dafür können die Überlebenden über umgeworfene Paletten und durch Fensterrahmen springen, während der Killer nur langsam durch die Fensterrahmen klettern kann und Paletten zerstören muss. Sprintende Überlebende hinterlassen außerdem Spuren, die der Killer für etwa fünf Sekunden als rot leuchtende Kratzer an der Umgebung wahrnehmen kann, um so seine Opfer zu verfolgen. Verwundete Opfer hinterlassen Blutspuren, die der Killer ebenfalls sehen kann, außerdem geben sie ein wimmerndes Geräusch ab, das der Killer hören kann.
Auch die Killer haben zusätzlich zu ihren einzigartigen Fähigkeiten ein Levelsystem, ähnlich dem der Überlebenden. Add-ons verbessern dabei nicht die gefundenen Gegenstände, wie bei den Überlebenden, sondern die einzigartige Fähigkeit des Killers. Opfergaben und Perks ähneln denen der Überlebenden. Für das Freischalten der Add-ons, Perks und Opfergaben werden sogenannte Blutpunkte benötigt, die im Spiel durch verschiedene Aktionen gesammelt werden können. Solche Aktionen sind z. B. das Finden, Jagen, Schlagen oder Opfern von Überlebenden.
Das Spiel verfügt über 31 verschiedene Killer, die jeweils eine individuelle Fähigkeit besitzen. Mit Ausnahme dieser einen Fähigkeit, sind die Killer in ihren übrigen Fähigkeiten identisch. Jedoch variiert der sog. Terrorradius und die Geschwindigkeit jedes einzelnen Killers.

### Das Archiv
Das Archiv ist ein Modus in Dead by Daylight, der zum 3-Jahres-Stream von den Entwicklern angekündigt und mit dem Patch 3.3.1 veröffentlicht wurde. Das Archiv bietet Herausforderungen und eine Sammlung.

#### Herausforderungen
Die Herausforderungen bieten viele neue Möglichkeiten für Überlebende und Killer. Durch das Absolvieren einer normalen Herausforderung erhält man drei Spaltfragmente und 15.000 Blutpunkte. Ein Beispiel für eine normale Herausforderung wäre „Repariere insgesamt zwei Generatoren“. Diese können über mehrere Runden hinweg abgeschlossen werden. Es gibt aber auch gesonderte Herausforderungen, welche in einer einzigen Runde abgeschlossen werden müssen. Nachdem man ein paar Herausforderungen abgeschlossen hat, kommt man zu einer Meister-Herausforderung. Diese kann besonders schwierig sein oder besondere Perks verlangen, womit sie absolviert werden muss. Wenn man eine Meister-Herausforderung abschließt, erhält man fünf Spaltfragmente und 25.000 Blutpunkte. Außerdem erhält der Spieler einen weiteren Eintrag für seine Sammlung.

#### Die Sammlung
Die Sammlung ist ein weiterer Zusatz, durch den Hintergrundinformationen zu Charakteren oder anderen Geschichten freigeschaltet werden können. Für eine vollständige Geschichte werden weitere Erinnerungen oder Protokolle benötigt, die durch die Meister-Herausforderungen freigeschaltet werden können.

### Der Spalt
Der Spalt ist ein Battle Pass für Dead by Daylight. Er kam zusammen mit dem Archiv in Patch 3.3.1 heraus. Durch den Spalt können keine Spielvorteile freigeschaltet werden. Es können Währungen (schillernde Scherben und Aurazellen), Glücksbringer und weitere Skins freigeschaltet werden. Man muss sich nichts kaufen, um Gegenstände freizuschalten, jedoch kann man für 1000 Aurazellen (umgerechnet 10 Euro) den Premium-Pass und deutlich mehr Gegenstände freischalten. Um Stufen aufzusteigen, muss man Erfahrungspunkte verdienen oder Herausforderungen abschließen. Stufenaufstiege können auch für 100 Aurazellen pro Stufe im Spalt gekauft werden. Für eine weitere Stufe benötigt man zehn Spaltfragmente. Ein Levelaufstieg gibt ein Spaltfragment, eine normale Herausforderung drei und Meister-Herausforderungen jeweils fünf Spaltfragmente.

## Herunterladbare Inhalte
Behaviour Interactive hat bis April 2022 insgesamt 37 einzelne DLCs veröffentlicht. Ein neues DLC wird durchschnittlich alle drei Monate veröffentlicht. Seit der Veröffentlichung des Clowns (Patch 2.0.0) wird vor jedem neuen DLC eine öffentliche Testversion (PTB) veröffentlicht, mit der die Entwickler des Spiels das Community-Feedback zu den wichtigsten bevorstehenden Änderungen erhalten können. Die geschätzte Zeitspanne zwischen der Eröffnung des PTB und der Veröffentlichung eines neuen DLC beträgt ungefähr 2 bis 3 Wochen, und das DLC wird in der Regel einige Tage nach dem Herunterfahren des PTB veröffentlicht.
12 der 37 derzeit veröffentlichten DLCs enthalten lizenzierte Killer und Überlebende von bekannten Horror-Franchises und anderen Videospielen. Ein Kapitel kann sowohl im Plattform Store, als auch im Spiel mit der durch Echtgeld erwerbbaren Währung "Aurazellen" (500 Aurazellen je Charakter) oder der durch Erfahrungspunkte freischaltbaren Währung "schillernde Scherben" (9000 Scherben je Charakter) gekauft werden. Manche Kapitel können daher auch kostenlos erspielt werden. Jedes neue Kapitel hat einen eigenen Trailer und ein sogenanntes „Spotlight“, in dem das Kapitel vorgestellt wird.
Einen groben Plan zu weiteren Veränderungen und Neuheiten in Dead by Daylight veröffentlichten die Entwickler bis zum Year 4. Ab dem Year 5 veröffentlichten die Entwickler keine weiteren Pläne mehr zu weiteren Veränderungen.

### Karten
Die meisten neuen Kapitel bringen auch eine neue Karte mit sich. Derzeit gibt es 19 veröffentlichte Welten im offiziellen Spiel. Um eine Map spielen zu können, benötigt man nicht das entsprechende DLC. Es ist zufällig, welche Welt und welche Variation zu Beginn des Spiels ausgewählt wird. Eine bestimmte Opfergabe kann das Zufallsverfahren beeinflussen. Der Spawnpunkt von Generatoren, Kisten, Schränken, Totems, Ausgängen und Mauerresten ist von Runde zu Runde unterschiedlich.

## Rezeption
Dead by Daylight erhielt laut Metacritic insgesamt „gemischte oder durchschnittliche Kritiken“. Die PC-Version hält einen Metascore von 71 aus 100. Von 16 Bewertungen waren fünf positiv und elf gemischt. Die Version für PlayStation 4 erhielt eine aggregierte Punktzahl von 64 und die für Xbox One von 58.
Das deutsche Spielemagazin GameStar wertete das Spiel kurz nach der Veröffentlichung und vergab 73 von 100 Punkten. Dabei lobte es beispielsweise eine tolle Soundkulisse, nützliche Perks und Items, regelmäßige Adrenalinkicks und einen nicht übermächtigen Killer, während es zum Beispiel hässliche Charaktermodelle, schwache Texturen, eine nur rudimentäre Rahmenhandlung und ein unübersichtliches Upgrade-System kritisierte.
Laut Netzpiloten Magazin sorgen die andauernden Updates weiterhin für Beliebtheit und Erfolg des Spiels. Und die dadurch hinzugefügten neuen Survivor und Killer, die sowohl über echtes Geld als auch über Ingame-Währung gekauft werden können. Als weitere positive Punkte werden die Möglichkeit des Crossplays und die kurze Dauer der Runden genannt.

## Film
Im März 2023 wurde via Variety bekannt, dass eine Verfilmung des Videospiels von Jason Blum (Blumhouse) und James Wan (Atomic Monster) produziert wird.